# Nabi Avcı
Pour les articles homonymes, voir Avcı.
Nabi Avcı, né le 8 octobre 1953 à Pazaryeri (Turquie), est un homme politique turc. 
Il est ministre de l'Éducation nationale de 2013 à 2016 dans les  gouvernements Erdoğan III et Davutoğlu I, II et III.